# 안양중학교 축구부
안양중학교 축구부는 경기도 안양시에 위치한 안양중학교의 축구부이다. 안양중학교가 운영하는 축구부로 1987년에 창단  하였다.

## 같이 보기
- 안양중학교
- FC 안양